# Internationaal Koloniaal Instituut
De rode links bestaan wel op de Franstalige Wikipedia, maar moeten nog naar het Nederlands vertaald worden.
Het Internationaal Koloniaal Instituut (Institut colonial international) in Brussel was een gerenommeerd instituut op het gebied van de studie van het koloniaal bestuur. Gevestigd in Brussel, België, speelde het een cruciale rol bij het bevorderen van het begrip van de administratieve en juridische systemen van de koloniën. De impact ervan was aanzienlijk omdat het een platform bood voor onderzoekers, politici en hoge ambtenaren om hun ervaringen te delen en het koloniale beleid en de koloniale praktijken te verbeteren.

## Oprichting
Het Internationaal Koloniaal Instituut is een organisatie opgericht op 8 januari 1894 in Brussel met als doel de discussie en reflectie over de ontwikkeling en het bestuur van de Europese koloniën te bevorderen. Het werd opgericht als een internationaal platform gericht op het samenbrengen van invloedrijke en vooraanstaande individuen op koloniaal gebied.
De leden van het Internationaal Koloniaal Instituut, in totaal zo'n 200, werden zorgvuldig geselecteerd uit de vooraanstaande burgers van staten die koloniën bezaten of zich bezighielden met kolonisatieactiviteiten op hun eigen grondgebied. Het doel was om te zorgen voor een gevarieerde en deskundige vertegenwoordiging, waardoor rijke en gevarieerde uitwisselingen over koloniale kwesties mogelijk werden.
De oprichting van het Internationaal Koloniaal Instituut werd mogelijk gemaakt dankzij de financiële steun van de Compagnie du Congo Belge, evenals de Compagnie de chemin de fer du Congo. Deze bedrijven, die nauw verbonden waren met het instituut, droegen financieel bij aan het bevorderen van de doelstellingen en het faciliteren van de uitwisseling van ideeën en kennis tussen koloniale experts.

## Missies
Het Internationaal Koloniaal Instituut van Brussel definieert zichzelf als een onafhankelijke en ‘uitsluitend wetenschappelijke’ organisatie die het werk van ‘vergelijkende kolonisatie’ moet bevorderen. De belangrijkste missies waren de volgende:
- Faciliteren en verspreiden van de vergelijkende studie van bestuur en recht in de koloniën. Het doel was om diepgaand onderzoek te bevorderen naar de administratieve en juridische systemen die in de koloniën van kracht waren. Dit omvatte een analyse van verschillende vormen van koloniaal bestuur, koloniale wetten en de unieke hulpbronnen, economie en handel van elke kolonie. Het instituut streefde ernaar deze kennis toegankelijk te maken voor een breed publiek, waardoor een beter begrip en studie van het koloniale bestuur mogelijk werd.

Om deze missie te vervullen publiceerde het Internationaal Koloniaal Instituut regelmatig de notulen van plenaire vergaderingen en officiële documenten die relevant waren voor de koloniën. Deze publicaties werden gegroepeerd in een speciale collectie genaamd de “Bibliothèque coloniale internationale”. De verspreiding ervan maakte het mogelijk om het werk van het instituut te delen, evenals belangrijke informatie met betrekking tot de koloniën.
- Bevorder internationale uitwisselingen. Het instituut had tot doel de samenwerking tussen koloniale experts van verschillende nationaliteiten te bevorderen. Het moedigde onderzoekers, politici en hoge ambtenaren aan om hun kennis en ervaringen op het gebied van koloniaal management te delen. Daarnaast promootte het instituut expertmissies in de koloniën en faciliteerde het de uitwisseling van goede praktijken tussen de koloniale rijken. Via deze initiatieven hielp hij het koloniale beleid en de koloniale praktijken te verbeteren door de overdracht van nuttige kennis en ervaringen mogelijk te maken.

Deze missies hebben ertoe bijgedragen dat het Internationaal Koloniaal Instituut van Brussel een centrum van expertise en internationale samenwerking op het gebied van koloniaal bestuur is geworden.

## Acteurs
Het Internationaal Koloniaal Instituut zag een aanzienlijke deelname van voormalige koloniale landen zoals Indonesië en India, waardoor hun onafhankelijkheid van het imperialisme van de koloniserende naties werd versterkt. Deze aanwezigheid was een sleutelelement bij het consolideren van de doelstellingen van het instituut.
De geschiedenis van het instituut wordt gekenmerkt door de opeenvolging van verschillende presidenten door de jaren heen. De eerste president was Joseph Chailley-Bert, die tevens een van de medeoprichters van het instituut was. Als Frans koloniaal bestuurder en fervent verdediger van de Franse koloniale expansie tijdens de Derde Republiek was hij voorzitter van het instituut van 1921 tot 1923. Vervolgens nam de Spaanse jurist, gespecialiseerd in internationaal recht, Ramón María de Dalmau y de Olivart, van 1923 tot 1925 de functie van president van het instituut over. Zijn juridische expertise heeft in deze periode een waardevolle bijdrage geleverd aan het werk van het instituut.
Tussen 1929 en 1936 was François Marcal, een Fransman, president van het Internationaal Koloniaal Instituut. Zijn ambtstermijn werd gekenmerkt door aanzienlijke vooruitgang op het gebied van koloniaal bestuur en onderzoek naar administratieve en juridische systemen in de koloniën.
Ten slotte nam Lord Frédérik Lugard, een Britse officier en ontdekkingsreiziger van Afrika, vanaf 1936 de functie van president van het instituut over. Zijn uitgebreide ervaring in koloniale aangelegenheden hielp het werk van het instituut te richten op specifieke kwesties die verband hielden met Afrika.
Deze opeenvolgende presidenten speelden een essentiële rol in de richting en ontwikkeling van het Internationaal Koloniaal Instituut en droegen via hun respectieve expertise bij aan de vooruitgang van de koloniale kennis en het koloniale beleid.

## Ontwikkeling
Joseph Chailley had al snel de ambitie om een discipline te ontwikkelen die ‘vergelijkende kolonisatie’ was. Hij wil dit in het Franse hoger onderwijs tot stand brengen, zodat de verschillende koloniale ervaringen onder de aandacht worden gebracht van de Fransen, die een paar stappen achterliepen op de andere grote koloniale machten (Groot-Brittannië, Nederland) die over een grote kennis op dit gebied beschikten. Hij legde de basis voor deze discipline in 1892, om deze in Frankrijk ook in het onderwijs in te voeren. Hij richtte in 1893 de Franse Koloniale Unie (Union coloniale française ) op. Tijdens een bijeenkomst van de oprichters van deze organisatie werd besloten om in Brussel het Internationaal Koloniaal Instituut (Institut colonial international, ICI) op te richten, dat in 1894 zijn deuren zou openen.
Het ICI moest een onafhankelijke rol spelen, gericht op het bevorderen van het werk van de vergelijkende kolonisatie, zoals de discipline van Joseph Chailley wilde. Het Instituut moest besluiten internationale commissies te organiseren. De eerste bijeenkomst vond plaats in 1894 en de tweede in 1897. De leden uit de verschillende koloniale rijken zullen jaarlijks tijdens een plenaire vergadering belangrijke koloniale kwesties moeten bespreken. Merk op dat er ongeveer vijftig leden waren en dat elke koloniale macht een aantal zetels voor haar vertegenwoordigers krijgt dat gelijkwaardig is aan haar koloniale macht; deze zetels zijn in de loop der jaren geëvolueerd. Vertegenwoordigd waren België, Groot-Brittannië, Frankrijk, Nederland, Duitsland, Rusland, Latijns-Amerika, Spanje, de Verenigde Staten, Italië, Portugal en Denemarken.
Het Instituut maakte het mogelijk om veel informatie over kolonisatie te verzamelen, maar ook om veel daarvan te verspreiden, waardoor de discipline van Joseph Chailley zich kan vestigen in de grote instellingen voor hoger onderwijs in heel Europa, vooral in Frankrijk. Na de werkelijke ontwikkeling van een discipline die grotendeels door het ICI werd gepromoot, veranderde het zijn naam en werd het “het Internationale Instituut voor Politieke en Sociale Wetenschappen Toegepast op Landen van Verschillende Beschavingen”.
Na de Tweede Wereldoorlog werd de term ‘koloniaal’ in veel internationale contexten sterk geassocieerd met een negatieve connotatie. Het gebruik ervan werd als vernederend beschouwd voor de oorspronkelijke bevolking van die landen en hun culturen. Om het respect en de erkenning van de rechten en waardigheid van de bevolking te bevorderen, is het absoluut noodzakelijk geworden om een gevoeliger en ethischer aanpak te hanteren.
In deze context nam het Internationaal Koloniaal Instituut in 1951 het besluit om zijn naam te veranderen in I ( incidi). Deze verandering was bedoeld om een evolutie te weerspiegelen in de mentaliteit en perspectieven met betrekking tot kolonisatie en de relaties tussen voormalige koloniserende landen en gekoloniseerde gebieden. Het doel was om een meer respectvolle en minder historisch geladen terminologie aan te nemen, in lijn met de nieuwe waarden van begrip, cultureel respect en dekolonisatie die op dat moment in opkomst waren.
De verandering in de naam van het Internationaal Koloniaal Instituut demonstreert daarom de wens om afstand te nemen van de kolonialistische erfenis en deel te nemen aan een meer inclusieve en rechtvaardige benadering van inheemse volkeren. Deze hernoeming werd ingegeven door de wens om internationale betrekkingen te bevorderen, gebaseerd op wederzijds respect, samenwerking en erkenning van culturele diversiteit en de rechten van gekoloniseerde bevolkingsgroepen.
Na 1980 schijnt het instituut een inactief bestaan te leiden.